# 平市警察
平市警察（たいらしけいさつ）は、かつて存在した福島県平市（現いわき市）の自治体警察である。

## 概要
旧警察法の施行で、従来の福島県警察部が解体され、1948年（昭和23年）3月7日に平市警察署が設置された。
1949年6月30日、平事件が発生。13時間にわたり警察署が共産主義者らにより占拠される。
その後、1954年（昭和29年）に、旧警察法の全面改正で新警察法が公布された。これにより国家地方警察と自治体警察が廃止され、新たに都道府県警察として福島県警察本部が発足。平市警察も福島県警察に統合され、姿を消した。